# Кернан, Джозеф
Джозеф Д. Кернан (англ. Joseph D. Kernan) (род. 4 февраля 1955; Тревис, штат Калифорния) — американский военный деятель, вице-адмирал ВМС США. С июня 2011 по сентябрь 2013 года заместитель командующего Южным командованием Вооруженных сил США. До этого в разное время командовал Четвёртым флотом и командованием специальных операций ВМС США.

## Образование
- 1977 - Военно-морская академия США, Аннаполис, штат Мэриленд
- 1997 - Магистр в области стратегии национальных ресурсов и управления Промышленного колледжа Вооружённых сил США, Форт-Макнейр, Вашингтон (округ Колумбия)

## Военная карьера
В 1977 году Кернан окончил Военно-морскую академию и поступил в школу подготовки офицеров по боевым действиям надводных сил. После окончания школы проходил службу в боевой части оружия на фрегате «Даунс» (типа «Нокс») и электромеханической боевой части ракетного крейсера «Хорн» типа «Белкнап».
В 1980 г. был переведен для обучения и переподготовки в Силы специальных операций ВМС. В 1981 г. после окончания базовой школы водолазов-подрывников и боевых пловцов, получил квалификацию офицера морского спецназа Navy SEAL.
Проходил службу в качестве командира взвода 12-й команды водолазов-подрывников, 1-й команды специальных транспортировочных средств и 5-го отряда Navy SEAL. Кроме того во время службы в 5-м отряде Navy SEAL, он служил также в качестве старшего офицера сводного отряда из четырёх взводов SEAL и заместителя командира оперативной группы специальных операций ВМС «Ближний Восток» (англ. Naval Special Warfare Task Force, Middle East).
В 1989 г. назначен старшим офицером 1-го отряда специального назначения ВМС (англ. Naval Special Warfare Unit 1) расквартированного на базе в Субик-Бей, Филиппины. После восемнадцати месяцев службы был переведен в Главное управление кадров ВМС офицером по назначениям личного состава в Силы специальных операций. Затем с 1992 по 1994 г. являлся заместителем и старшим офицером штаба Группы развертывания специальных боевых действий ВМС США.
В 1994 - 1996 г. командовал 2-м отрядом Navy SEAL, затем занимал пост заместителя директора и директора по операциям Совместного командования специальных операций США (1997 - 1999) и начальника штаба командования специальных операций ВМС США (1999 - 2001). С 18 мая 2001 по 22 августа 2003 г. командовал Группой развертывания специальных боевых действий ВМС США.
С августа 2003 г. занимал пост директора отдела морских специальных операций (N751) в управлении начальника военно-морских операций ВМС США и директора по операциям в Центре специальных операций командования специальных операций США. В октябре 2006 - июне 2007 г. являлся заместителем командующего командованием специальных операций ВМС США.
В июне 2007 - июне 2008 г. возглавлял командование специальных операций ВМС США. С 1 июля 2008 по 12 июня 2009 г. командующий Четвёртым флотом и командующий ВМС Южного командования Вооруженных сил США. С августа 2009 по май 2011 г. - старший военный помощник Министра обороны США.
С 23 мая 2011 г. - заместитель командующего Южным командованием Вооруженных сил США в Майами, штат Флорида
С сентября 2013 г. в отставке.

## Награды и знаки отличия
- Медаль Министерства обороны «За выдающуюся службу»
- Медаль «За выдающуюся службу» (ВМС США) с золотой звездой награждения
- Медаль «За отличную службу» Министерства обороны с двумя бронзовыми дубовым листьями
- Орден «Легион Почёта» с золотой звездой награждения
- Бронзовая звезда с двумя золотыми звездами награждения и с литерой V за доблесть
- Медаль «За похвальную службу» Министерства обороны
- Медаль похвальной службы с двумя золотыми звездами награждения
- Благодарственная медаль ВМС и Корпуса морской пехоты с тремя золотыми звездами награздения
- Медаль «За достижения» Объединенного командования
- Медаль достижений ВМС и корпуса морской пехоты с одной золотой звездой награждения
- Лента за участие в боевых действиях
- Благодарность флотской воинской части от президента
- Награда за выдающееся единство части
- Благодарность части ВМС
- Похвальная благодарность флотской части
- Экспедиционная медаль ВМС
- Медаль за службу национальной обороне с двумя бронзовыми звездами за службу
- Экспедиционная медаль вооруженных сил
- Экспедиционная медаль за войну с глобальным терроризмом
- Медаль за службу в войне с глобальным терроризмом
- Медаль за службу в Вооружённых силах
- Медаль за гуманитарную помощь
- Лента «За участие в операциях ВМС» с тремя бронзовыми звездами за службу
- Лента ВМС и морской пехоты службы за границей
- Медаль НАТО для бывшей Югославии
- Медаль ВМФ «Эксперт по стрельбе из винтовки»
- Медаль ВМФ «Эксперт по стрельбе из пистолета»
- Нагрудная эмблема военнослужащего Navy SEAL
- Знак парашютиста ВМС и морской пехоты США
- Нагрудный знак офицера по боевым действиям надводных сил